# Louis-Joseph de Montmorency-Laval
Louis-Joseph de Montmorency-Laval (Bayers, 11 dicembre 1724 – Altona, 17 giugno 1808) è stato un cardinale e vescovo cattolico francese.

## Biografia
Louis-Joseph de Montmorency-Laval nacque al castello di Bayers l'11 dicembre 1724 da Guy-André de Montmorency-Laval e Marie-Anne de Turménies de Nointel.
In gioventù frequentò l'Università di Parigi ove si laureò in diritto canonico per poi venire ordinato sacerdote e subito dopo vicario generale dell'arcidiocesi di Sens.
Eletto vescovo di Orléans dal 14 gennaio 1754, venne consacrato vescovo per poi però rinunciare al governo della diocesi dal 28 febbraio 1758 dopo che la sua rigidità nel combattere il giansenismo tra il clero gli aveva procurato fastidi e proteste presso il Papa e il Re. Dal 13 marzo 1758 venne trasferito alla sede episcopale di Condom, ma lasciò anche questo incarico dal 2 novembre 1760. Il 6 aprile 1761 venne trasferito alla sede episcopale di Metz divenendo dal 1786 Grand'Elemosiniere di Francia e commendatore dell'Ordine dello Spirito Santo. Nel 1788 divenne abate commendatario di Mont Saint-Michel.
Creato cardinale presbitero nel concistoro del 30 marzo 1789, non ricevette mai il titolo né la berretta cardinalizia. Durante il periodo della rivoluzione francese dovette cercare rifugio in Germania, ove si ritirò in esilio, non prendendo neanche parte al conclave del 1799-1800 che elesse a pontefice Pio VII. Egli non rinunciò durante questi anni al governo della propria diocesi neanche dopo il Concordato del 1801, fatto che servì come pretesto per sopprimere tutte le diocesi esistenti prima della rivoluzione da parte del pontefice salvo poi ristabilirne una parte ma con nuovi vescovi.
Morì ad Altona, in Germania, il 17 giugno 1808 all'età di 83 anni.

## Genealogia episcopale e successione apostolica
La genealogia episcopale è:
- Cardinale Guillaume d'Estouteville, O.S.B.Clun.
- Papa Sisto IV
- Papa Giulio II
- Cardinale Raffaele Sansone Riario
- Papa Leone X
- Papa Paolo III
- Cardinale Francesco Pisani
- Cardinale Alfonso Gesualdo
- Papa Clemente VIII
- Cardinale Pietro Aldobrandini
- Cardinale Laudivio Zacchia
- Cardinale Antonio Barberini, O.F.M.Cap.
- Cardinale Nicolò Guidi di Bagno
- Arcivescovo François de Harlay de Champvallon
- Cardinale Louis-Antoine de Noailles
- Vescovo Jean-François Salgues de Valderies de Lescure
- Arcivescovo Louis-Jacques Chapt de Rastignac
- Arcivescovo Christophe de Beaumont du Repaire
- Cardinale Louis-Joseph de Montmorency-Laval

La successione apostolica è:
- Vescovo Henri-François de La Broue de Vareilles (1784)
- Vescovo Henri de Chambre d’Urgons (1788)
- Vescovo Jean Baptiste Robert van Velde de Melroy et Sart-Bomal (1794)

## Stemma
| Image | Stemma |
| ----- | --- |
| \| \| | Louis-Joseph de Montmorency-Laval Principe del Sacro Romano Impero, Cardinale, Grand'Elemosiniere di Francia, Commendatore dell'Ordine dello Spirito Santo D'oro alla croce di rosso caricata di cinque conchiglie d'argento, cantonata da sedici alerioni d'azzurro ordinati a 2 a 2 in ciascun cantone. Lo scudo, accollato a una croce astile patriarcale d'oro, posta in palo, è timbrato da un cappello con cordoni e nappe di rosso. Le nappe, in numero di trenta, sono disposte quindici per parte, in cinque ordini di 1, 2, 3, 4, 5. Dietro allo scudo sono presenti le insegne da principe del Sacro Romano Impero. |
|       | |